# Elsa Neumann
Elsa Neumann (Berlim, 23 de agosto de 1872 — Berlim, 23 de julho de 1902) foi uma física alemã.
Em 1899 foi a primeira mulher a obter um doutorado em física na Universidade de Berlim.

## Vida
Seu ingresso em uma universidade foi em geral negado por ser ela mulher. Em 1890 fez primeiro uma prova para professores secundários, um título que na ápoca não exigia formação universitária e cuja posição estava abaixo do "Realgymnasium". Em seguida teve aulas particulares com diversos professores, a fim de obter os conhecimentos exigidos para um estudo superior. A partir de 1894 estudou física, química e filosofia durante nove semestres, em Berlim e Göttingen. Como na Prússia não era permitido a acesso de mulheres à universidade, ficou dependente da tolerância dos professores titulares, dentre os quais foi acolhida por Emil Warburg e Max Planck. Em 1898 obteve permissão especial da Secretaria da Cultura ("Kultusministerium") para obter o doutorado, que ela concluiu no mesmo ano com a avaliação excepcional "cum laude". Sua tese, Über die Polarisationskapazität umkehrbarer Elektroden foi publicada em 1899 no Annalen der Physik.
Elsa Neumann faleceu alguns anos após, em 23 de julho de 1902, com 29 anos de idade. Sua mãe criou após sua morte o Prêmio Elsa Neumann, que em todo dia 18 de fevereiro deveria ser concedido para o melhor trabalho de física matemática da Universidade de Berlim, deixando explicitamente expresso ser o prêmio independente do sexo ou religião do autor do trabalho. No entanto os doze laureados com o prêmio entre 1906 e 1918 eram todos homens. Um conhecido laureado foi o físico nuclear Walther Bothe.
O Estado de Berlim concede a jovens altamente qualificados uma bolsa de doutorado e subsídios especiais, programa conhecido como Bolsa Elsa Neumann do Estado de Berlim.